# کوشچو (داش‌کسن)
کوشچو یا خاچاکاپ (به لاتین: Quşçu) (به ارمنی: Խաչակապ) منطقه‌ای مسکونی در جمهوری آذربایجان است که در شهرستان داش‌کسن واقع شده‌است. کوشچو ۲٬۰۰۴ نفر جمعیت دارد.